# Vláda Heinricha Clam-Martinice

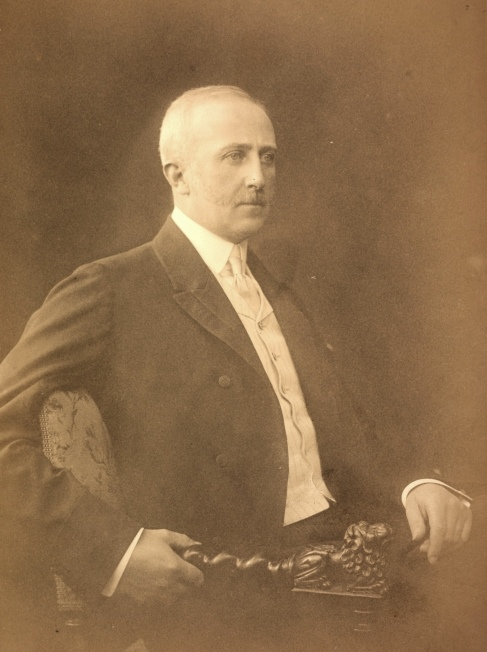
Ministerský předseda Heinrich Clam-Martinic

Vláda Heinricha Clam-Martinice byla předlitavská vláda, úřadující od 20. prosince 1916 do 22. června 1917. Sestavil ji Heinrich Clam-Martinic poté, co skončila předchozí Druhá vláda Ernesta von Koerbera.

## Dobové souvislosti a činnost vlády
Vláda Heinricha Clam-Martinice nastoupila v situaci, kdy se v Rakousku-Uhersku množily krizové projevy vyplývající z prodlužující se účasti monarchie na světové válce. V rozmezí několika týdnů koncem roku 1916 jednak skončila několikaletá vláda Karla Stürgkha (po zabití předsedy vlády při atentátu), jednak zemřel císař František Josef I., který byl po více než půl století stabilním prvkem mocenského systému monarchie. Dočasně existující vláda Ernesta von Koerbera se pokoušela o mírné změny a oslabení vlivu armádní byrokracie na civilní vládní záležitosti, ale skončila kvůli nedůvěře lidí okolo nového panovníka Karla I. i původního nástupce trůnu Františka Ferdinanda d'Este (zabitého při atentátu v Sarajevu roku 1914) vůči Koerberovi. Heinrich Clam-Martinic měl důvěru nového dvora. V prvních měsích jeho vlády se vyvíjela vojenská situace příznivě a centrální mocnosti plánovaly vytvoření polského státu, včetně autonomie pro Halič, což by ovšem znamenalo posílení německého vlivu ve zbytku Předlitavska. Český svaz coby sdružení českých poslanců Říšské rady se ještě v lednu 1917 vyjádřil loajálně k monarchii a odmítl plány dohodových velmocí na osvobození Čechoslováků. Vláda mezitím spustila některé mírné reformy. V rámci amnestie došlo k propuštění respektive zmírnění trestu u některých politických vězňů a v civilních otázkách byl oslaben vliv armádní byrokracie. V únoru 1917 nicméně došlo v Rusku k revoluci, která v Předlitavsku vedla k zesílení sociálního neklidu a tlaku na obnovení parlamentního života (Říšská rada byla od roku 1914 trvale odročena).
V dubnu 1917 se vláda rozhodla svolat parlament a rezignovala na své původní plány ještě před obnovením parlamentního života provést vládním nařízením ústavní změny (němčina jako úřední jazyk, odloučení Haliče, posílení němčiny v soudech a školách). S obnovením parlamentního života (první schůze Říšské rady se konala 30. května 1917) ovšem ožily i státoprávní, etnické a ideologické spory uvnitř Předlitavska. Čeští poslanci například na zahajovací schůzi parlamentu ohlásili program transformace monarchie na federaci národnostních států, včetně požadavku na spojení českých zemí a Slovenska. Sílilo i dělnické stávkové a protestní hnutí. Vláda tak musela opětovně řešit otázku jak přežít v situaci fragmentovaného politického spektra. Na Říšské radě se rychle vytvořila většina neněmeckých národností včetně Poláků a Čechů. Tato většina se postavila proti vládě a kabinet Clam-Martinice proto v červnu 1917 rezignoval a nahradila ho vláda Ernsta Seidlera, za níž se rozpory a odstředivé síly v monarchii zesilovaly.

## Složení vlády
| Resort                              | Ministr                                | Nástup do funkce  | Konec funkce      |
| ----------------------------------- | -------------------------------------- | ----------------- | ----------------- |
| ministerský předseda                | Heinrich Clam-Martinic                 | 20. prosince 1916 | 22. června 1917   |
| ministr vnitra                      | Erasmus von Handel                     | 20. prosince 1916 | 22. června 1917   |
| ministr financí                     | Alexander Spitzmüller                  | 20. prosince 1916 | 22. června 1917   |
| ministr kultu a vyučování           | Max von Hussarek                       | 20. prosince 1916 | 22. června 1917   |
| ministr spravedlnosti               | Josef von Schenk                       | 20. prosince 1916 | 22. června 1917   |
| ministr obchodu                     | Karl Urban                             | 20. prosince 1916 | 22. června 1917   |
| ministr zemědělství                 | neobsazeno                             | 20. prosince 1916 | 1. června 1917    |
| ministr zemědělství                 | Ernst von Seidler                      | 1. června 1917    | 22. června 1917   |
| ministr zeměbrany                   | Friedrich von Georgi                   | 20. prosince 1916 | 22. června 1917   |
| ministr železnic                    | Zdenko von Forster                     | 20. prosince 1916 | 22. června 1917   |
| ministr veřejných prací             | Otakar Trnka                           | 20. prosince 1916 | 22. června 1917   |
| ministr pro haličské záležitosti    | Michał Bobrzyński                      | 20. prosince 1916 | 22. června 1917   |
| ministr bez portfeje                | Josef Maria Baernreither               | 20. prosince 1916 | 22. června 1917   |
| společní ministři Rakouska-Uherska: |                                        |                   |                   |
| * ministr zahraničí                 | István Burián                          | 20. prosince 1916 | 22. prosince 1916 |
| * ministr zahraničí                 | Otakar Černín                          | 20. prosince 1916 | 22. června 1917   |
| * ministr války                     | Alexander von Krobatin                 | 20. prosince 1916 | 12. dubna 1917    |
| * ministr války                     | Rudolf Stöger-Steiner von Steinstätten | 12. dubna 1917    | 22. června 1917   |
| * ministr financí                   | Konrad Hohenlohe                       | 20. prosince 1916 | 22. prosince 1916 |
| * ministr financí                   | István Burián                          | 22. prosince 1916 | 22. června 1917   |